# Real Madrid Club de Fútbol 1977-1978
Questa voce raccoglie le informazioni riguardanti il Real Madrid Club de Fútbol nelle competizioni ufficiali della stagione 1977-1978.

## Rosa
| N. |                      | Ruolo | Calciatore                    |
| -- | -------------------- | ----- | ----------------------------- |
|    | Spagna (bandiera)    | P     | Miguel Ángel González         |
|    | Spagna (bandiera)    | P     | Mariano García Remón          |
|    | Spagna (bandiera)    | P     | Amador                        |
|    | Spagna (bandiera)    | P     | Agustín                       |
|    | Spagna (bandiera)    | D     | Juan Cruz Sol                 |
|    | Spagna (bandiera)    | D     | Isidoro San José              |
|    | Argentina (bandiera) | D     | Enrique Wolff                 |
|    | Spagna (bandiera)    | D     | Francisco Javier Álvarez Uría |
|    | Spagna (bandiera)    | D     | Andrés Sabido                 |
|    | Spagna (bandiera)    | D     | José Antonio Camacho          |
|    | Spagna (bandiera)    | D     | Gregorio Benito               |
|    | Spagna (bandiera)    | C     | Alberto Vitoria               |

| N. |                           | Ruolo | Calciatore                      |
| -- | ------------------------- | ----- | ------------------------------- |
|    | Germania Ovest (bandiera) | C     | Uli Stielike                    |
|    | Spagna (bandiera)         | C     | Pirri                           |
|    | Spagna (bandiera)         | C     | Carlos Enrique Escribano Gracia |
|    | Spagna (bandiera)         | C     | Vicente del Bosque              |
|    | Spagna (bandiera)         | A     | Santillana                      |
|    | Spagna (bandiera)         | A     | Roberto Martínez                |
|    | Spagna (bandiera)         | A     | José Macanás                    |
|    | Spagna (bandiera)         | A     | Juanito                         |
|    | Danimarca (bandiera)      | A     | Henning Jensen                  |
|    | Spagna (bandiera)         | A     | Isidro Díaz González            |
|    | Argentina (bandiera)      | A     | Carlos Guerini                  |
|    | Spagna (bandiera)         | A     | Francisco Javier Aguilar        |